# Hypocassida
Hypocassida är ett släkte av skalbaggar som beskrevs av Julius Weise 1893. Hypocassida ingår i familjen bladbaggar.
Släktet innehåller bara arten Hypocassida subferruginea.

## Bildgalleri

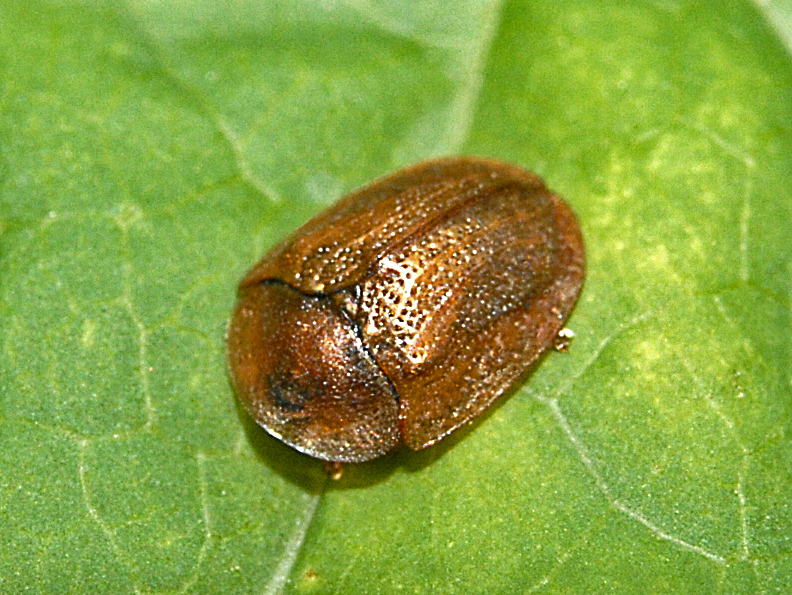
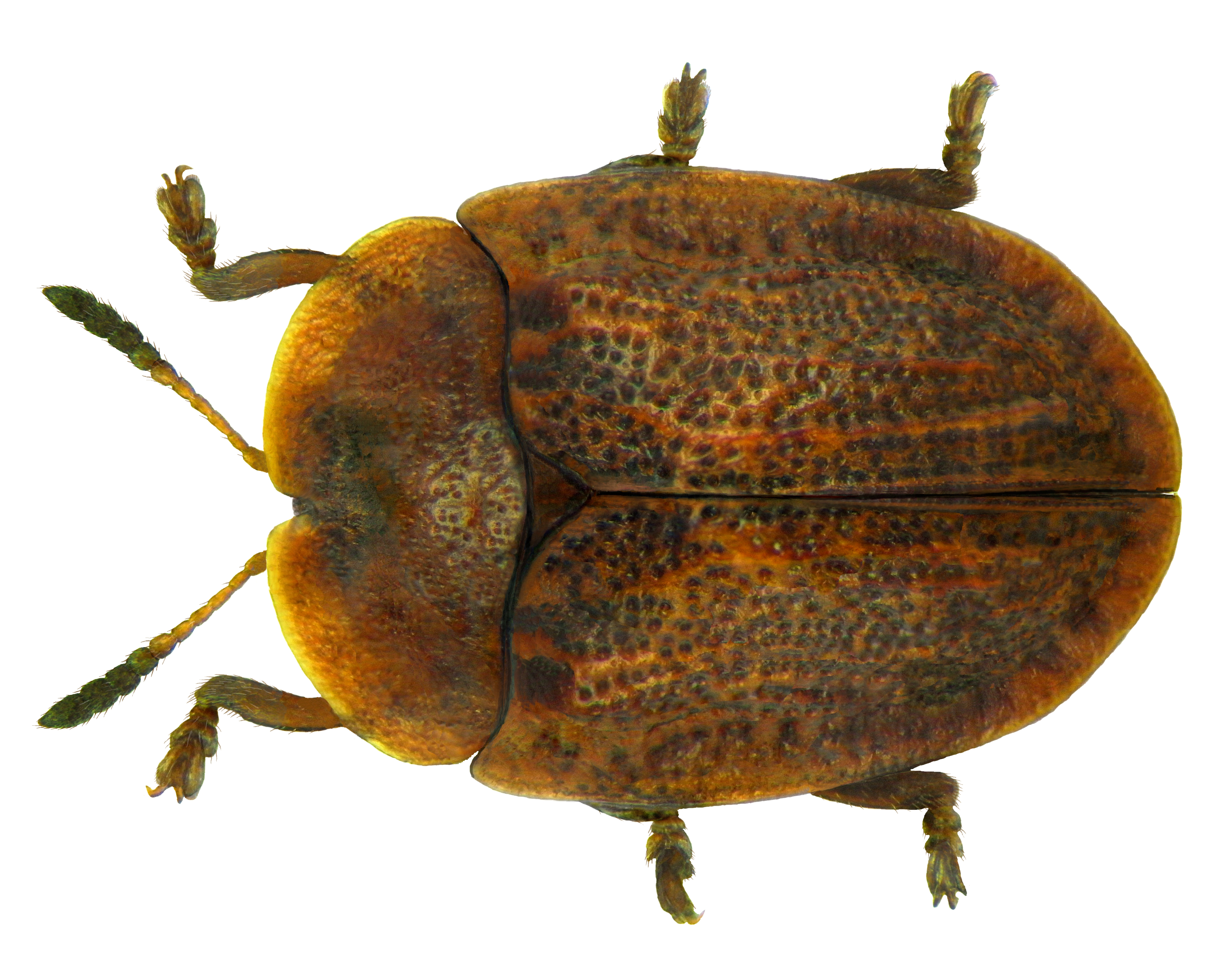